# Patricia D. Richards
Patricia D. Richards (nascida em 1947) é uma fotógrafa americana.
O seu trabalho encontra-se incluído na colecção do Museu de Belas Artes de Houston, do Harry Ransom Center da Universidade do Texas em Austin, e no Museu Amon Carter de Arte Americana.